# Jessica Tuck
Jessica Ines Tuck (New York, 19 februari 1963) is een Amerikaanse actrice.
Tuck is het meest bekend van haar rol als Gillian Gray in de televisieserie Judging Amy waar zij in 138 afleveringen speelde (1999-2005).

## Biografie
Tuck heeft een diploma in psychologie gehaald aan de Yale-universiteit in New Haven. 
Tuck is getrouwd en heeft hieruit een dochter (2003).

## Filmografie

### Films
- 2018 Smallfoot - als stem
- 2016 Diagnosis Delicious - als Beverly Beckingham
- 2015 Honeyglue - als Janet
- 2014 Corporate - als Judy McIntyre
- 2012 Naughty or Nice – als Debbie O'Brien
- 2012 Model Minority – als Angie Tanaka
- 2012 Prodigly Bully – als mrs. Collins
- 2011 Super 8 – als mrs. Kaznyk
- 2011 Sharpy's Fabulous Adventure – als mrs. Evans
- 2010 Public Relations – als Stella
- 2009 Crossing Over – als Elaine
- 2008 High School Musical 3: Senior Year – als mrs. Evans
- 2008 In Focus: Shedding Light on Vampires in America – als Nan Flanigan
- 2007 High School Musical 2 – als mrs. Evans
- 2007 The Last Day of Summer – als Mary Malloy
- 2007 Wild Hogs – als familie moeder
- 2007 A Decent Proposal – als Tia McLealand
- 2005 Mrs. Harris – als vrouw
- 2002 Secretary – als Tricia O'Connor
- 1999 Angels, Baby – als Lori
- 1999 Partners – als Lucy
- 1998 Billboard Dad – als Brooke Anders
- 1998 The Brave Little Toaster Goes to Mars – als Chris (stem)
- 1998 A Wing and a Prayer – als LaVaughn
- 1998 The Garbage Picking Field Goal Kicking Philadelphia Phenomenon – als Marie Gorman
- 1997 The Advocate's Devil – als Jennifer Dawling
- 1995 Batman Forever – als nieuwslezeres
- 1995 The O.J. Simpson Story – als Nicole Brown Simpson
- 1994 Revenge of the Nerds IV: Nerds in Love – als Gaylord
- 1994 Mr. Write – als Nicole Barnes
- 1993 Rising Sun – als verzorgster van senator Morton
- 1993 Lifepod – als Claire St. John
- 1989 Who Shot Patakango? – als Tish

### Televisieseries
Uitgezonderd eenmalige gastrollen.
- 2022 For All Mankind - als Christine Francis - 7 afl.
- 2020-2022 Upload - als Viv - 8 afl.
- 2019-2020 Good Trouble - als Libby Wilson - 3 afl.
- 2017-2019 General Hospital - als Cassandra Pierce - 36 afl.
- 2018 Designated Survivor - als senator Crowl - 2 afl.
- 2018 Disjointed -  als ms. Harris - 2 afl.
- 2008-2014 True Blood – als Nan Flanagan – 23 afl.
- 2013-2014 Hart of Dixie - als Dorrie Thibodaux - 2 afl.
- 2014 Drop Dead Diva - als Kathy Jenkins - 2 afl.
- 2013-2014 Twisted – als Gloria Crane – 4 afl.
- 2013 Revenge – als Alison Stoddard – 2 afl.
- 2012 Grimm – als Catherine – 3 afl.
- 1989-2012 One Life to Live – als Megan Gordon Harrison – 120 afl.
- 2010 Men of a Certain Age – als Bonnie – 2 afl.
- 2010 Days of our Lives – als Madeline Peterson Woods – 25 afl.
- 2007-2010 Saving Grace – als Paige Hanadarko – 7 afl.
- 2009-2010 FlashForward – als agente Levy – 2 afl.
- 2010 Twentysixmiles – als Keri Kincaid – 6 afl.
- 2009 Cold Case – als Charlotte Butler – 2 afl.
- 1999-2005 Judging Amy – als Gillian Gray – 138 afl.
- 1998 Sunset Beach – als Diane Wood – 15 afl.
- 1995-1996 Murder One – als Laura Crimmins – 7 afl.
- 1996 The Last Frontier – als Kate – 6 afl.

- Bibsys: 13018097
- Biblioteca Nacional de España: XX1085574
- International Standard Name Identifier: 0000 0000 4382 9266
- Library of Congress Control Number: no2003054868
- Virtual International Authority File: 43986554
- WorldCat: E39PBJw4BD8XB38vWgyqmkHBfq